# Центральный парк культуры и отдыха имени В. П. Поляничко
Центра́льный парк культу́ры и о́тдыха и́мени В. П. Поляни́чко — парк культуры и отдыха в городе Орске Оренбургской области, основанный в 1958 году. Расположен в Октябрьском районе к западу от Комсомольской площади. На территории парка площадью более 10 га находятся взрослые и детские аттракционы, кафе, регулярно проводятся культурные мероприятия, действует городская школа большого тенниса.

## История
Генеральный план Орска 1946 года предусматривал создание парка у центральной площади города. В июле 1958 года был утверждён проект планировки парка, разработанный коллективом специалистов Московского проектного института «Гипрогор» под руководством архитектора Т. Акинфеевой. Он предполагал разделение территории парка площадью 12 га на зоны активного и тихого отдыха. В зоне активного отдыха планировалось расположить закрытый летний кинотеатр на 800 мест, танцевальную площадку на 300 человек, площадку аттракционов с качелями, комнатой смеха, «мертвой петлёй» и колесом обозрения, летнее кафе и ряд других сооружений. В зоне тихого отдыха — беседки, читальный зал, детскую площадку и бассейн с фонтаном.
Осенью 1958 года отдел коммунального хозяйства и зеленхоз приступили к работам по закладке парка, которые медленными темпами продолжались до 1962 года. В сентябре 1963 года первый секретарь Орского горкома ВЛКСМ Виктор Поляничко призвал орчан включиться в активную работу по строительству парка и объявил его ударной комсомольской стройкой. В октябре 1963 года были заложены аллеи «Космонавты», «Молодожёны». Наряду с орчанами в посадке деревьев участвовали кубинцы, посаженные ими березы, клены, тополя называли тогда «деревьями дружбы». В 1964 году были установлены первые аттракционы. Общая площадь парка составила 10,6 га.
В 1968 году Центральному парку культуры и отдыха было присвоено имя 50-летия ВЛКСМ. Со второй половины 1960-х годов в летнее время в парке работали аттракционы, проводились дни предприятий, устраивались театрализированные представления и читались лекции. В зимнее — устанавливалась главная новогодняя ёлка города, сооружались ледяные горки и скульптуры. В марте 1997 года Орский городской Совет депутатов с целью увековечивания памяти видного государственного деятеля Виктора Поляничко принял решение о переименовании муниципального Парка культуры и отдыха имени 50-летия ВЛКСМ в Центральный парк культуры и отдыха имени В. П. Поляничко. У входа в парк установлена гранитная плита с барельефом Поляничко и надписью: «На таких беззаветных сынах крылья Родины держатся вечно».
В 1990-е годы парк пришёл в запустение. В 2003 году директором парка стал предприниматель А. Чернышев. С его приходом начались работы по восстановление и обновлению парка — были реконструированы старые здания и аттракционы, установлены новые. В парке появились пруд, теннисный центр, фонтан, установили памятник семье. Было осуществлено благоустройство территории, высажены новые деревья.